# Vietmachus
Vietmachus is een geslacht van vliesvleugeligen uit de familie Encyrtidae. De wetenschappelijke naam van dit geslacht is voor het eerst geldig gepubliceerd in 1995 door Sugonjaev.

## Soorten
Het geslacht Vietmachus is monotypisch en omvat slechts de volgende soort:
- Vietmachus bambusicola Sugonjaev, 1995